# Elke Jeinsen

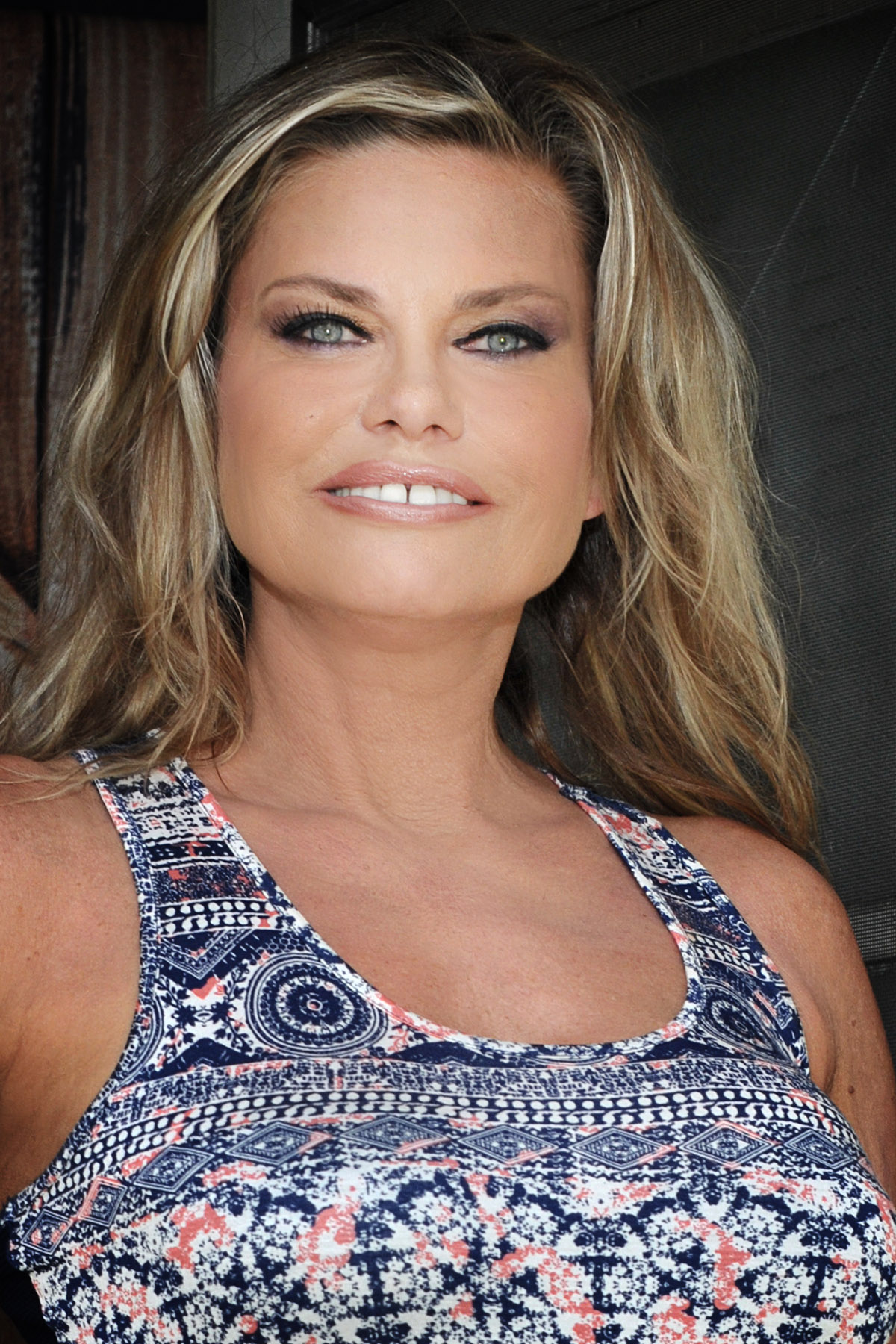
Elke Jeinsen (2016)

Elke Erika Weintraub Jeinsen (* 25. Juli 1966 in Stockholm, Schweden) ist ein deutsches Model und Schauspielerin.

## Leben
Jeinsen wuchs in Hannover auf. 1986 gewann sie die Wahl zur Miss Hannover und war Zweitplatzierte bei der Wahl zur Miss Germany. Im Oktober jenes Jahres wurde sie „Playmate des Monats“ des Playboy Magazins. In den folgenden Jahren arbeitete sie als Model und war Glücksfee in der ARD-Fernsehshow Einer wird gewinnen. 1991 wurde sie für die RTL-Show Tutti Frutti mit Hugo Egon Balder engagiert. Im Cin-Cin-Ballett stellte sie die „Erdbeere“ dar. Während der Produktion lebte sie ein Jahr in Mailand, wo die Sendung produziert wurde und wo sie unter anderem für Versace modelte. 1992 zog sie nach Los Angeles, wo sie als zweite Deutsche nach Ursula Buchfellner („Miss Oktober 1979“) in der US-Ausgabe des Playboy zum Playmate wurde („Miss May 1993“). Im Anschluss an eine Schauspielausbildung wirkte sie an verschiedenen Fernsehserien und Spielfilmen sowie am Musikvideo Night Calls von Joe Cocker mit.
Jeinsen hält den braunen Gürtel in Karate.

## Filmografie
- 1991: Tutti Frutti (Fernsehserie)
- 1993: Wayne’s World 2
- 1994: Playboy Video Playmate Calendar 1995 (Dokumentation)
- 1996: Baywatch – Die Rettungsschwimmer von Malibu (Baywatch, Fernsehserie, eine Folge)
- 1996: 364 Girls a Year
- 1999: Elke Jeinsen Pantyhose PPV649
- 2000: Midnight Healing
- 2000: Atomic Hero 4: Citizen Toxie
- 2000: Hellcats in High Heels 2
- 2000: 3 Engel für Charlie
- 2001: Crocodile Dundee in Los Angeles
- 2001: Rock Star
- 2002: Lost Angels: Nikita Denise
- 2002: Lost Angels: Michelle Michaels
- 2003: Baywatch – Hochzeit auf Hawaii (Baywatch – Hawaiian Wedding, Fernsehfilm)
- 2003: Bondage My Way
- 2004: Hellcats in High Heels 3
- 2005: Every Man’s Fantasy 2